# Jeff Martin
Jeff Martin (n. 28 decembrie 1960, Boston, Massachusetts, SUA) este un producător și scenarist american.

## Biografie
Acesta a fost scenarist al serialului de televiziune Familia Simpson pentru sezoanele 2-5, iar apoi a părăsit echipa proiectului. A revenit 20 de ani mai târziu pentru a scrie episoade pentru sezonul 27 și 28⁠(d). Martin a studiat în cadrul Universității Harvard, unde a scris articole pentru revista de umor The Harvard Lampoon⁠(d). A fost scenarist al emisiunii Late Night with David Letterman⁠(d) în anii 1980 și a apărut în rolul lui Flunky, un clovn deprimat care fuma țigări și vorbea despre problemele sale de sănătate. A scris materiale pentru numeroase emisiuni, inclusiv Listen Up!⁠(d), Baby Blues⁠(d) și Homeboys in Outer Space. Martin a câștigat patru Premii Primetime Emmy⁠(d) în calitate de membru al echipei Late Night.
În prezent, acesta locuiește în Los Angeles alături de soția sa, producătoarea de televiziune și scenarista Suzanne Martin⁠(d).

## Filmografie

### Familia Simpson
- „Dead Putting Society” (1990)
- „Oh Brother, Where Art Thou?” (1991)
- „Three Men and a Comic Book” (1991)
- „Treehouse of Horror II” (coscenarist) (1991)
- „I Married Marge” (1991)
- „The Otto Show” (1992)
- „A Streetcar Named Marge” (1992)
- „Lisa the Beauty Queen” (1992)
- „Lisa's First Word” (1992)
- „Homer's Barbershop Quartet” (1993)
- „How Lisa Got Her Marge Back” (2016)
- „Moho House” (2017)
- „I'm Just a Girl Who Can't Say D'oh” (coscenarist) (2019)
- „Yokel Hero” (coscenarist) (2021)

### Listen Up!
- „Pilot”